# 巡査
巡査（じゅんさ、英称: Police Officer、旧英称: Patrolman）は、警察法第62条に規定される日本の警察官の最下位の階級。

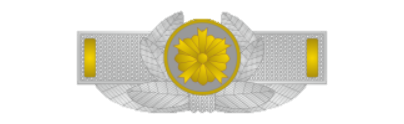
巡査の階級章

## 概要
元は邏卒（らそつ：“巡邏の兵卒”の略）と称した。明治の頃、patrolに対する適切な日本語訳が存在せず、「巡邏査察」（じゅんらささつ）を当て嵌めその省略形としたことが呼称の起こりである。明治初期は一等巡査から四等巡査に分かれており、一等巡査は現在の警部補に相当した。
現在の日本における巡査の階級は、警察法第62条に規定され、上位の階級には警視総監、警視監、警視長、警視正、警視、警部、警部補、巡査部長がある。巡査部長との間には、警察法には規定されていない階級的呼称（職位）として巡査長が存在する。巡査は、警察署や警察本部に配属され、交番や駐在所などでの勤務、各部署で担当する事件の捜査や事務を行う。割合は警察官全体の約31%。
通常、都道府県警察官採用試験で採用された者は、学歴に関係なく、警察学校への入校日を採用日として巡査を命じられる。この時点で警察官であるが、研修中なので現場での活動を行うことはほとんどない。
「刑事訴訟法第百八十九条第一項および第百九十九条第二項の規定に基づく司法警察員等の指定に関する規則（昭和29年7月1日国家公安委員会規則第5号）」またはこれに準じて制定されている都道府県公安委員会規則により、巡査部長以上が司法警察員とされ、巡査は司法巡査とされる。例外として、離島等の駐在所員や専務課に所属する捜査員等、巡査でも司法警察員としての権限が必要な場合には、同規則により、警察庁長官、管区警察局長、警視総監、道府県警察本部長から司法警察員に指定される。

## 昇任
巡査部長に昇任するには、
1. 巡査として一定勤務年数（大卒者：2年、大卒者以外：4年）経過後、通常は年に一度の昇任試験を受けて合格する
2. 署長などの所属長の推薦により選抜・選考される

ことが必要。
他に、“多大な功労による”特別昇任（特進）という場合もある。